# Glazen Koets (Verenigd Koninkrijk)

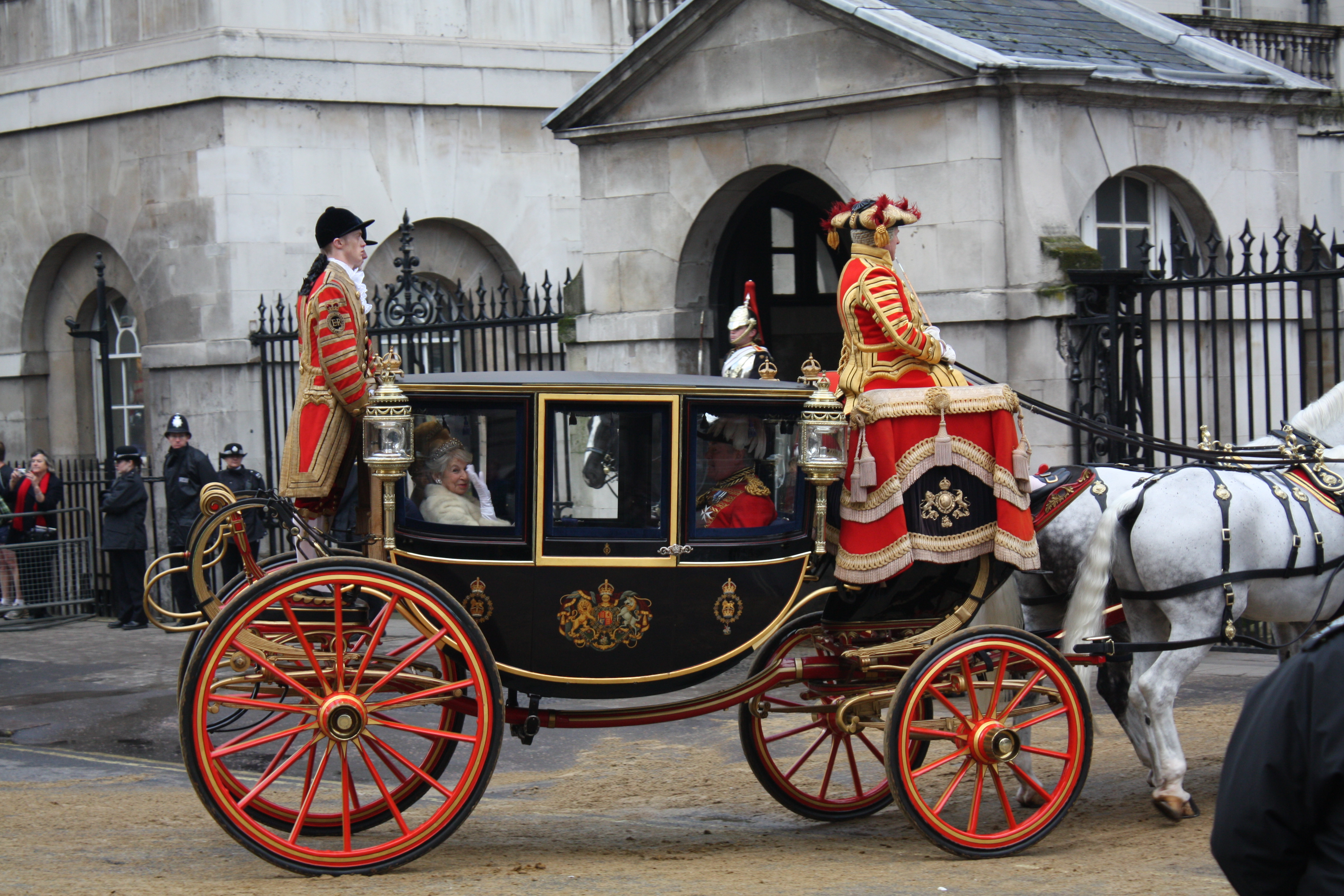
De Glazen Koets in 2008

De Glazen Koets (Engels: Glass Coach) is een koets die wordt gebruikt door de Britse koninklijke familie. 
De koets werd gemaakt in de werkplaats van Peters & Sons in Londen in 1881 als rijtuig voor een High Sheriff, maar werd door het Britse Hof gekocht in 1911 en gebruikt bij de Kroning van koning George V.
Later werd de koets onder meer ook gebruikt bij het huwelijk in 1947 van prinses Elizabeth en Philip Mountbatten, hertog van Edinburgh, om de pas gehuwden te transporteren en vervoerde de koets Lady Diana naar haar huwelijk op 29 juli 1981.
De koets wordt getrokken door twee of vier paarden en wordt bestuurd door een koetsier op de bok. Wanneer de koets niet wordt gebruikt, is hij te bezichtigen in de Koninklijke Stallen (Royal Mews) van Buckingham Palace.

## Afbeeldingen

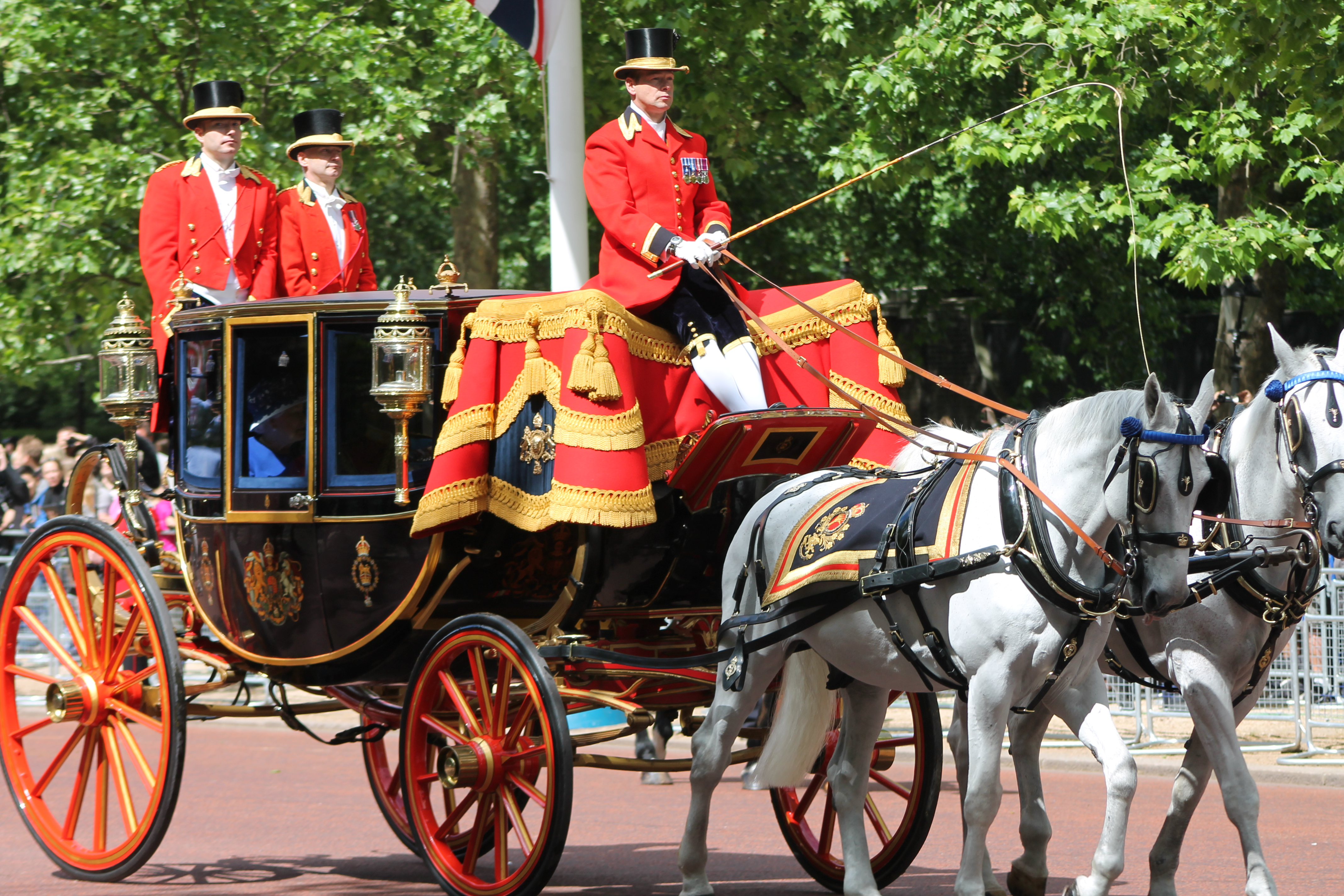
Trooping the Colour, 2013
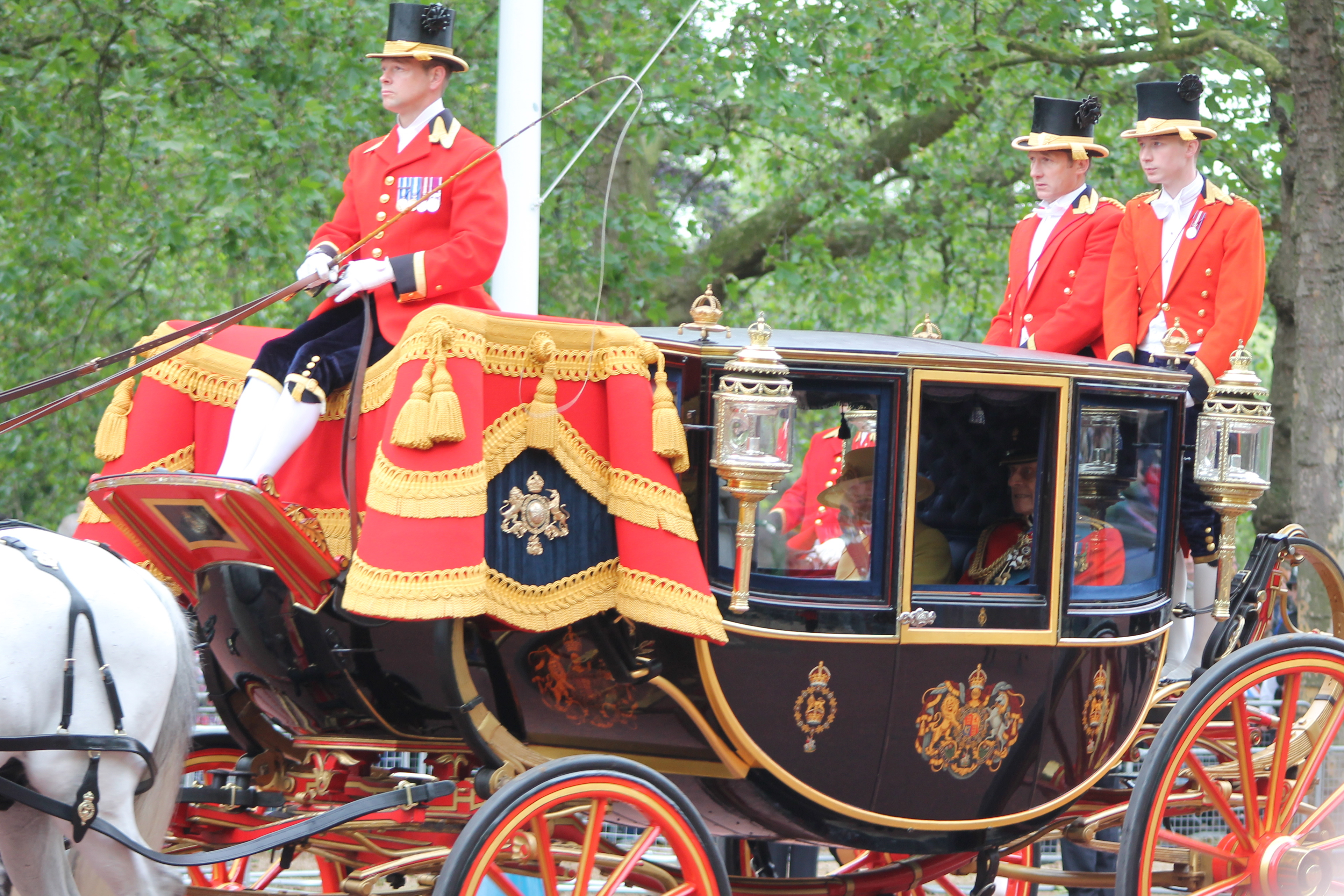
Trooping the Colour, 2012